# Artabotrys vinhensis
Artabotrys vinhensis este o specie de plante angiosperme din genul Artabotrys, familia Annonaceae, descrisă de Suzanne Ast. Conform Catalogue of Life specia Artabotrys vinhensis nu are subspecii cunoscute.